# Friedrich Moritz von Pöllnitz
Friedrich Moritz von Pöllnitz (* 18. Januar 1689; † 15. Juni 1760 in Celle) war ein königlich großbritannischer und kurbraunschweigisch-lüneburgischer Generalmajor und Chef eines Reiter-Regiments.
Seine Eltern waren der preußische Oberst Wilhelm Ludwig von Pöllnitz († Ende 1693) und dessen Ehefrau Luise Katharina von Eulenburg (1673–1711). Nach dem Tod ihres Mannes heiratete die Witwe den Geheimrat Franz von Meinders. Der Abenteurer Karl Ludwig von Pöllnitz war sein Bruder.
Er war zunächst in brandenburger Diensten, wo Kornett bei den Gensdarmes war, und kämpfte mit ihnen in Brabant gegen die Franzosen.
Er ging danach in kurbraunschweiger Dienste und kam dort in ein Kavallerie-Regiment. Dort stieg er immer weiter auf, bis er am 4. Mai 1748 dessen Chef wurde. Im März 1757 ging er als Generalmajor in Pension.
In Brandenburg verkaufte er im Jahre 1724 die Güter Buch, Karow und Birkholz mit allem Inventar für 47.000 Taler an den Geheimem Etatsrat Adam Otto von Viereck.